# Ana Beatriz Nogueira
Ana Beatriz Nogueira, nome completo Ana Beatriz Soares Nogueira (Rio de Janeiro, 22 ottobre 1967), è un'attrice brasiliana.

## Biografia
Ha seguito i corsi di recitazione tenuti da Maria Padilha e Miguel Falabella. La sua prima prova per il piccolo schermo è stata una parte nella miniserie Santa Marta Fabril, nel 1984, anno in cui l'attrice ha anche esordito a teatro.
Nel 1987 è stata scelta per il ruolo da protagonista nel film Vera, ispirato alla storia di una problematica ragazza suicidatasi a 20 anni: un'interpretazione che le ha permesso di vincere numerosi premi nei festival in cui la pellicola è stata presentata (Festival di Brasília, Berlinale, Festival di Nantes, Festival di Locarno).  
Ana Beatriz Nogueira è poi apparsa in vari altri film ma soprattutto si è dedicata alle telenovelas, partecipando anche alla fortunata produzione Globo Garibaldi, l'eroe dei due mondi, A vida da gente e a Em família.
L'attrice dal 2009 soffre di sclerosi multipla, rivelatasi poi benigna. Nel 2023 ha iniziato a fronteggiare un tumore polmonare. 